# Fingerit
Fingerit ist ein extrem selten vorkommendes Mineral aus der Mineralklasse der „Phosphate, Arsenate und Vanadate“. Es kristallisiert im triklinen Kristallsystem mit der chemischen Zusammensetzung Cu11[O2|(VO4)6], ist also chemisch gesehen ein Kupfer-Vanadat.
Fingerit konnte bisher nur in Form mikrokristalliner Aggregate mit hypidiomorphen, isometrischen Kristallen von schwarzer Farbe bei dunkel rötlichbrauner Strichfarbe gefunden werden. Das Mineral ist undurchsichtig und weist einen metallischen Glanz auf.

## Etymologie und Geschichte
Erstmals entdeckt wurde Fingerit am Vulkan Izalco im Departamento Santa Ana in El Salvador und beschrieben 1985 durch J. M. Hughes und C. G. Hadidiacos, die das Mineral nach Larry W. Finger (1940–2024) vom Geophysikalischen Labor der Carnegie Institution for Science in Washington benannten, der die Kristallstruktur des Minerals analysierte.
Das Typmaterial des Mineral wurde im National Museum of Natural History und der Carnegie Institution for Science in Washington hinterlegt.

## Klassifikation
In der veralteten 8. Auflage der Mineralsystematik nach Strunz war der Fingerit noch nicht aufgeführt.
In der zuletzt 2018 überarbeiteten Lapis-Systematik nach Stefan Weiß, die formal auf der alten Systematik von Karl Hugo Strunz in der 8. Auflage basiert, erhielt das Mineral die System- und Mineralnummer VII/B.07-020. Dies entspricht der Klasse der „Phosphate, Arsenate und Vanadate“ und dort der Abteilung „Wasserfreie Phosphate, mit fremden Anionen F,Cl,O,OH“, wo Fingerit zusammen mit Averievit, Coparsit, Dmisokolovit, Ericlaxmanit, Katiarsit, Kozyrevskit, Melanarsit, Popovit, Shchurovskyit, Starovait, Stoiberit, Urusovit und Yaroshevskit eine unbenannte Gruppe mit der Systemnummer VII/B.07 bildet.
Die von der International Mineralogical Association (IMA) zuletzt 2009 aktualisierte 9. Auflage der Strunz’schen Mineralsystematik ordnet den Fingerit in die Klasse der „Phosphate, Arsenate und Vanadate“ und dort in die Abteilung „Phosphate usw. mit zusätzlichen Anionen; ohne H2O“ ein. Hier ist das Mineral in der Unterabteilung „Mit ausschließlich mittelgroßen Kationen; (OH usw.) : RO4 ≤ 1 : 1“ zu finden, wo es als einziges Mitglied eine unbenannte Gruppe mit der Systemnummer 8.BB.80 bildet.
In der vorwiegend im englischen Sprachraum gebräuchlichen Systematik der Minerale nach Dana hat Fingerit die System- und Mineralnummer 41.11.03.01. Das entspricht der Klasse der „Phosphate, Arsenate und Vanadate“ und dort der Abteilung „Wasserfreie Phosphate etc., mit Hydroxyl oder Halogen“. Hier findet er sich innerhalb der Unterabteilung „Wasserfreie Phosphate etc., mit Hydroxyl oder Halogen mit verschiedenen Formeln“ als einziges Mitglied in einer unbenannten Gruppe mit der Systemnummer 41.11.03.

## Kristallstruktur
Fingerit kristallisiert triklin in der Raumgruppe P1 (Raumgruppen-Nr. 2) mit den Gitterparametern a = 8,16 Å; b = 8,27 Å; c = 8,04 Å; α = 107,1°; β = 91,4° und γ = 106,4° sowie einer Formeleinheit pro Elementarzelle.

## Bildung und Fundorte
Fingerit scheidet sich bei etwa 100 bis 200 °C aus vanadiumhaltigen Sublimaten in Fumarolen an basaltischen Vulkankratern ab. Als Begleitminerale treten unter anderem Bannermanit, Chalkanthit, Chalkocyanit, Euchlorin, Shcherbinait, Stoiberit, Thénardit und Ziesit auf.
Bisher (Stand: 2013) konnte das Mineral nur an seiner Typlokalität am Vulkan Izalco in El Salvador gefunden werden.